# Stadio Alfredo Viviani
Das Stadio Alfredo Viviani ist ein Fußballstadion in der italienischen Stadt Potenza in der gleichnamigen Provinz der Region Basilikata. Der Fußballverein Potenza SC ist Hauptnutzer der Anlage. Benannt ist die Sportstätte nach Alfredo Viviani; er gründete 1919 den Potenza SC. Die Anlage liegt inmitten von Wohn- und Geschäftshäusern.

## Geschichte
Nach fünf Jahren Bauzeit wurde das Stadion 1934 fertiggestellt. Ursprünglich war es mit einer Leichtathletikanlage ausgerüstet; sie ist heute aber durch Tribünenbauten nicht mehr nutzbar und nur noch teilweise erhalten. Derzeit bietet die Heimat des Potenza SC 5.500 Plätze; von denen 815 Plätze für die Gästefans vorgesehen sind. In seiner Geschichte ist das Stadion mehrmals umgebaut worden; was man an den verschiedenartigen Tribünen erkennen kann. Als Potenza 1963 in die Serie B aufstieg und bis 1968 in der Liga blieb, wurden zusätzliche Zuschauerplätze geschaffen. Sie wurden später aber wieder entfernt. Heute besitzt die Sportstätte vier Tribünen. Die Haupttribüne besteht aus zwei einzelnen und überdachten Rängen. Die Gegengerade mit schmalen Stehplatztribünen besteht aus Beton; die in mehrere Abschnitte unterteilt sind. Direkt hinter dem Tor im Westen steht eine offene Stahlrohrtribüne. Hinter dem östlichen Tor wurde ein kleines Fußballfeld aus Kunstrasen für z. B. Trainingszwecke angelegt; dahinter liegt eine kleine Tribüne mit rund 500 Plätzen. Letzte Renovierungsarbeiten wurden vom Sommer 2007 bis 2008 durchgeführt. 2009 musste das Stadion den neuen Sicherheitsvorschriften angepasst werden. Bei den Arbeiten wurden u. a. die Umkleidekabinen renoviert; eine Videoüberwachungsanlage installiert sowie Drehkreuzanlagen an den Eingängen nachgerüstet.

## Tribünen
- Haupttribüne: 1.574 Plätze
- Gegengerade: 1.340 Plätze, davon 305 Plätze für Gästefans
- Westkurve: 2.076 Plätze
- Ostkurve: 510 Plätze für Gästefans